# کبک طوق‌حنایی
کبک طوق‌حنایی یا کبک پرژوالسکی (نام علمی: Alectoris magna) نام یک گونه از سرده کبک‌های صخره است که تنها در جمهوری خلق چین یافت می‌شود.
نام کبک پرژوالسکی برگرفته از مکتشف روس، نیکلای پرژوالسکی است.